# Kagen no Tsuki
Kagen no Tsuki (jap. 下弦の月) – manga autorstwa Ai Yazawy, publikowana na łamach magazynu „Ribon” wydawnictwa Shūeisha od kwietnia 1998 do czerwca 1999. W 2004 roku na podstawie mangi wyprodukowano pełnometrażowy film live action.
Polski przekład ukazał się nakładem wydawnictwa Waneko.

## Fabuła
Siedemnastoletnia Mizuki Mochizuki nie miała łatwego życia. Śmierć matki, nowa partnerka ojca, przyrodnia siostra oraz kolejna zdrada chłopaka sprawiają, że decyduje się podążać za przypadkowo poznanym mężczyzną, obcokrajowcem Adamem. W dniu, w którym mają razem wyjechać, Mizuki zostaje potrącona przez samochód. Adam znika i jedynymi, którzy mogą pomóc Mizuki jest czwórka dzieci z piątej klasy podstawówki. Coraz bardziej zagłębiając się w sprawę dziewczyny, dzieciaki odkrywają wiele rzeczy z przeszłości Adama i Mizuki. 

## Manga
Seria ukazywała się w magazynie „Ribon” od 1 kwietnia 1998 do 1 czerwca 1999. Wydawnictwo Shūeisha zebrało jej rozdziały w 3 tankōbonach, wydawanych od 7 grudnia 1998 do 15 listopada 1999. 17 września 2004 opublikowana została dwutomowa edycja aizōban, a 19 marca 2013 ukazała się również dwutomowa edycja bunkoban.
W latach 2012–2013 manga ukazała się w Polsce nakładem wydawnictwa Waneko. 28 maja 2024 Waneko zapowiedziało reedycję mangi w jednym tomie zbiorczym pod polskim tytułem Ostatnia kwadra księżyca. Jej premiera odbyła się 6 grudnia tego samego roku.
| Nr | Język japoński    | Język japoński     | Język polski     | Język polski           |
| Nr | Data wydania      | ISBN               | Data wydania     | ISBN                   |
| -- | ----------------- | ------------------ | ---------------- | ---------------------- |
| 1  | 7 grudnia 1998    | ISBN 4-08-856114-7 | 12 grudnia 2012  | ISBN 978-83-63769-06-2 |
| 2  | 14 maja 1999      | ISBN 4-08-856143-0 | 18 lutego 2013   | ISBN 978-83-63769-07-9 |
| 3  | 15 listopada 1999 | ISBN 4-08-856173-2 | 18 kwietnia 2013 | ISBN 978-83-63769-11-6 |

## Film live action
Na podstawie mangi powstał film live action, którego premiera miała miejsce w Japonii 9 października 2004. Za scenariusz i reżyserię odpowiadał Ken Nikai, a muzykę skomponował Kuniaki Haishima.